# Skinnskatteberg
Skinnskatteberg er en by i Västmanlands län i Sverige. Den er administrationsby i Skinnskattebergs kommun og i 2010 havde byen 2.287 indbyggere. Byen er et gammelt centrum for minedrift og jernindustri.
Byen ligger cirka 55 kilometer nordvest for Västerås.